# استان انجومبه
استان انجومبه (به لاتین: Njombe Region) یک استان در تانزانیا است که در جنوب غربی این کشور واقع شده‌است. استان انجومبه ۲۱٬۳۴۷ کیلومتر مربع مساحت و ۷۰۲٬۰۹۷ نفر جمعیت دارد.